# Moosanger (Schutzgebiet)
Der Moosanger ist ein Naturschutzgebiet im Schweizer Kanton St. Gallen, das in den Bundesinventaren der Amphibienlaichgebiete und der Flachmoore verzeichnet ist. Es befindet sich auf dem linksrheinischen Gebiet der Gemeinde Diepoldsau, im St. Galler Rheintal. Es fasziniert durch seine Vielfalt an Pflanzen und Tiere in einer naturnahen Umgebung.

## Lage
Der Moosanger befindet sich auf der linken Seite des Rheindurchstichs bei Diepoldsau, im Spickel zwischen dem Rheintaler Binnenkanal (im Westen) und dem Maientrattkanal (im Osten) auf Diepoldsauer Gemeindegebiet. Im Osten schliesst sich ein Gebiet einer ehemaligen Abfalldeponie an. Im Süden grenzt das Gebiet an die Nutzflächen des Tratthofs. In unmittelbarer Nähe liegt östlich der Birkenhof und nordöstlich das Wohngebiet Held.
Das gut 12 ha grosse Gebiet, das in der Gemeinde Diepoldsau liegt, ist zu 75 Prozent im Besitz der politischen Gemeinde Widnau und zu 25 Prozent im Besitz der Ortsgemeinde Widnau.

## Naturlandschaft
In den 1980er Jahren lebten hier Kammmolch, Bergmolch und Teichmolch, Wasser-, Gras- und Laubfrösche, die Erdkröte und die Gelbbauchunke. Ausserdem war hier auch die Blindschleiche, Ringelnatter und viele Eidechsen heimisch. Unter den vielen Vögeln sah man die Nachtigall, den Eisvogel, die Rotdrossel, den Schilfrohrsänger, verschiedene Meisen, den Rotrückenwürger, die Bekassine, den Flussuferläufer, die Bergstelze, den Gänsesäger, das Blaukehlchen, den Rotfussfalken und einige Reiherarten. Auch Säugetiere wohnten in der Gegend: Rehbock und Rehgeiss, Feldhase, Wildschwein und das Hermelin. Zum Teil geschützte Pflanzen wuchsen hier: das Pfeifengras, die Sibirische Schwertlilie, die Seerose, die Gelbe Schwertlilie, die Rohrkolbenlilie und viele Binsen- und Seggenarten und vier Orchideenarten. Auch der seltenen Sumpfgrille begegnete man noch Ende der 1990er Jahre.
Auch der Biber ist im Moosanger heimisch.

## Geschichte
Der Moosanger liegt in der Region des Alpenrheins und teilt mit diesem die Erdgeschichte. In der Würmeiszeit war das Rheintal mit einer bis zu 1'000 m dicken Eisschicht bedeckt. Gegen Ende dieser Periode, vor etwa 12'000 Jahren, zog sich dieser Gletscher allmählich zurück. Im Rückzugsgebiet bildete sich der grosse Rheintal-Bodensee.
Mit der Rheinkorrektion und der damit verbundenen sogenannten Melioration Anfang des 20. Jahrhunderts wurde der Alpenrhein gekürzt und begradigt. Der Rheintaler Binnenkanal nahm fast alle Nebenflüsse auf, sodass auf Schweizer Seite zwischen Sargans und St. Margrethen nur noch der Vilterser-Wangser-Kanal und der Werdenberger Binnenkanal in den Rhein münden. Viel Land wurde trockengelegt. Dadurch ging die Gesamtfläche der Moore und Auengebiete stark zurück. Viele Lebewesen verloren ihren typischen Lebensraum.
In den 1930er Jahren begann die Firma Schmidheiny, in diesem Gebiet Lehm auszubeuten. Dieser wurde in der Ziegelfabrik zu Ziegeln verarbeitet. Auf diese Weise entstanden Sumpflöcher, in denen sich eine auf dieses Biotop spezialisierte Tier- und Pflanzenwelt entwickelte. Nach dem Krieg wurde die Lehmausbeutung noch wesentlich intensiviert. Anstelle vieler Handarbeit bauten Bagger tonnenweise Lehm ab. Die eigens erstellte Feldbahn transportierte den Lehm vom Moosanger in die Ziegelfabrik in Heerbrugg. So entstand ein Baggersee von 500 m Länge und 80 m Breite. An manchen Stellen war der See 4 bis sogar 5 m tief.
1969 stellte die Ziegelei Schmidheiny in Heerbrugg ihren Betrieb ein. Am 21. August 1971 fiel die ehemalige Ziegelei einem Grossband zum Opfer. Im folgenden Jahr wurden die Ziegeleikamine gesprengt.
Der Ornithologische Verein Widnau und weitere Naturfreunde setzten sich früh für den Erhalt dieses natürlichen Lebensraumes ein. So konnte das Gebiet 1994 ins Bundesinventar der Flachmoore und 2001 ins Bundesinventar der Amphibienlaichgebiete aufgenommen werden. Weil Wasserflächen verlandeten und Teile der Moorfläche verbuschten, sank der Bestand an Amphibien und der Lebensgesellschaften, die man mit dem Flachmoor eigentlich schützen wollte. Deshalb wurde unter der Leitung des kantonalen Biologen Jonas Barandun ein Aufwertungsprojekt gestartet. Das begann mit Pflegemassnahmen: Riedflächen wurden gemäht, Sträucher zurückgeschnitten, Gehölz entfernt und verlandete Wasserflächen wiederhergestellt. Dazu kamen grössere Eingriffe: Bäume wurden gefällt, Wassergräben umgestaltet, neue Flachgewässer angelegt und das defekte Auslaufwerk durch ein neues ersetzt, das eine saisonale Regulierung erlaubt.

## Das Amphibienlaichgebiet
Bei der Aufnahme des Schutzgebietes 2001 ins Bundesinventar der Amphibienlaichgebiete von nationaler Bedeutung registrierte man im Moosanger grosse Populationen des Nördlichen Kammmolchs (Triturus cristatus) und des Grasfrosches (rana temporaria), auch ansehnliche Populationen des Bergmolchs (Ichthyosaura alpestris), des Teichmolchs (Lissotriton vulgaris), des Europäischen Laubfroschs (Hyla arborea), der Erdkröte (Bufo bufo) und verschiedener Wasserfrösche (Pelophylax sp.) waren unübersehbar.

## Das Flachmoor
Anlässlich der Aufnahme des Moorangers ins Bundesinventar der Flachmoore von nationaler Bedeutung im Jahr 1994 inventarisierte man in dieser Schutzzone (Schilf-)röhricht, Grossseggenriet, Kalk-Kleinseggenried, Saures Kleinseggenried, Pfeifengraswiese, Hochstaudenried und Nasswiese. Ferner verzeichnete man damals Extensivkulturland, Hecken, Gehölze, Anlagen und Verkehrswege und in der Umgebung Extensivkulturland, Heide, Intensivkulturland, Gehölze, Wald, Auen, Bruchwald, Gewässer, Quellfluren und ebenfalls Anlagen und Verkehrswege.